# Cornillon
Cornillon ist eine französische Gemeinde im Département Gard in der Region Okzitanien. Sie ist dem Kanton Pont-Saint-Esprit und dem Arrondissement Nîmes zugeteilt.

## Geografie
Das mittelalterliche südfranzösische Dorf mit 908 Einwohnern (Stand 1. Januar 2022) liegt auf einem rund 80 Meter hohen Felsvorsprung 44 Kilometer nordöstlich von Nîmes und wird von der Départementsstraße D980 bedient.
Das Gemeindegebiet umfasst neben dem Dorfkern (Cornillon Village) die Weiler Cabrol, La Vérune, Saint Nabor, Saint Gely, Roman, Talazargues, Cazerneau, Privat und Ivagnas.
Die Place du Barry oben bei den Burgruinen bietet einen eindrücklichen Ausblick auf das Tal der Cèze.

## Geschichte
Die Geschichte von Cornillon ist stark verbunden mit seiner Burg, die auf das 13. Jahrhundert zurückgeht. Längst hat der Ort seine einst strategische Bedeutung verloren, doch dank der Entwicklung des Tourismus und der Gastronomie ist die Einwohnerzahl in den letzten Jahren stetig gewachsen.

### Bevölkerungsentwicklung
| Jahr      | 1962 | 1968 | 1975 | 1982 | 1990 | 1999 | 2009 | 2017 |
| --------- | ---- | ---- | ---- | ---- | ---- | ---- | ---- | ---- |
| Einwohner | 422  | 432  | 448  | 538  | 609  | 689  | 892  | 934  |

## Sehenswürdigkeiten
- Seit gut einem Jahrhundert gehört die Burg der Familie De Sibert. Sie wird heute als Theater genutzt, ist aber immer noch öffentlich zugänglich.
- Wasserspeier an der Rue de la gargouille
- Reste von Sarkophagen neben der alten Pfarrkirche, die damals von den Hugenotten in Brand gesteckt wurden

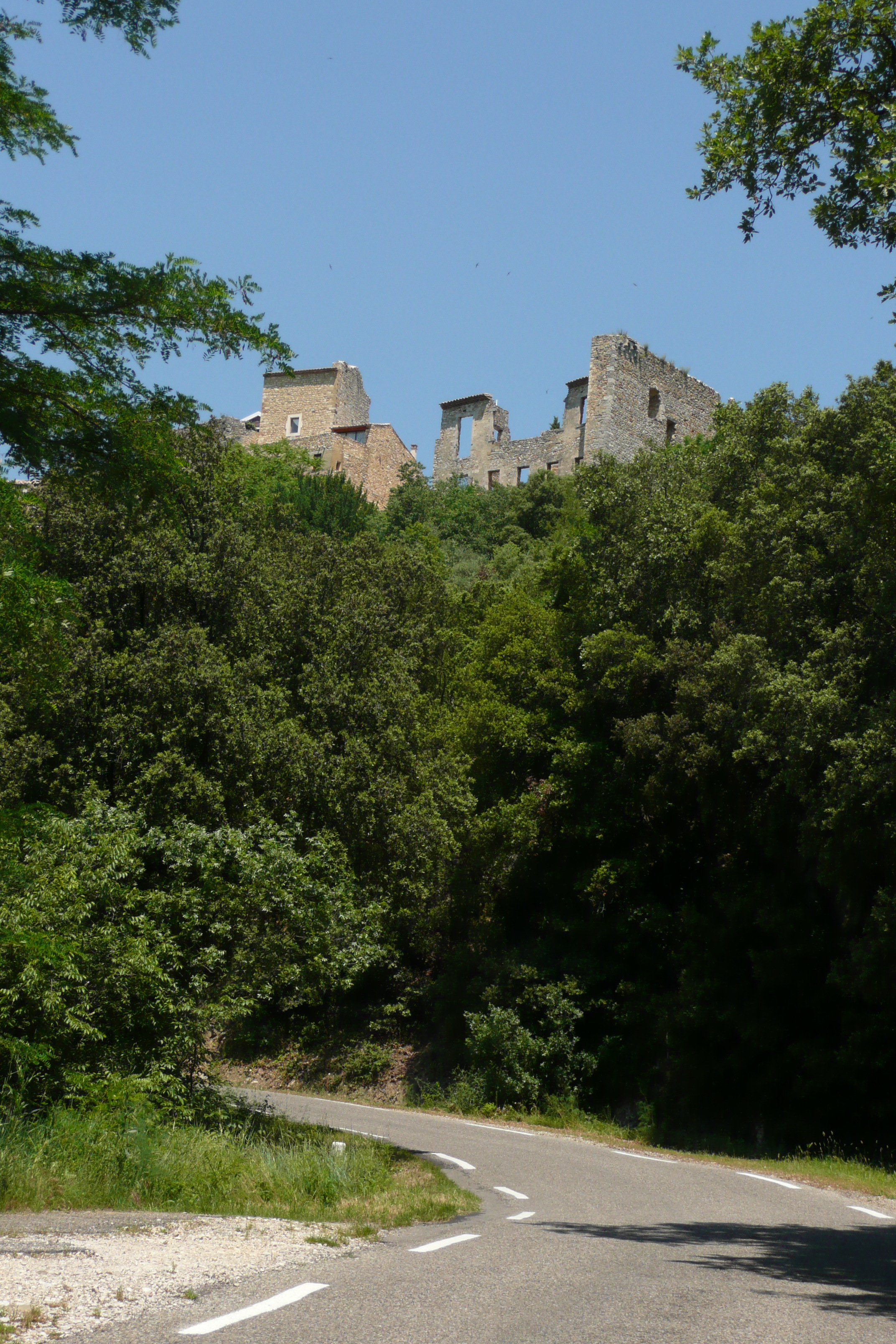
Burgruine
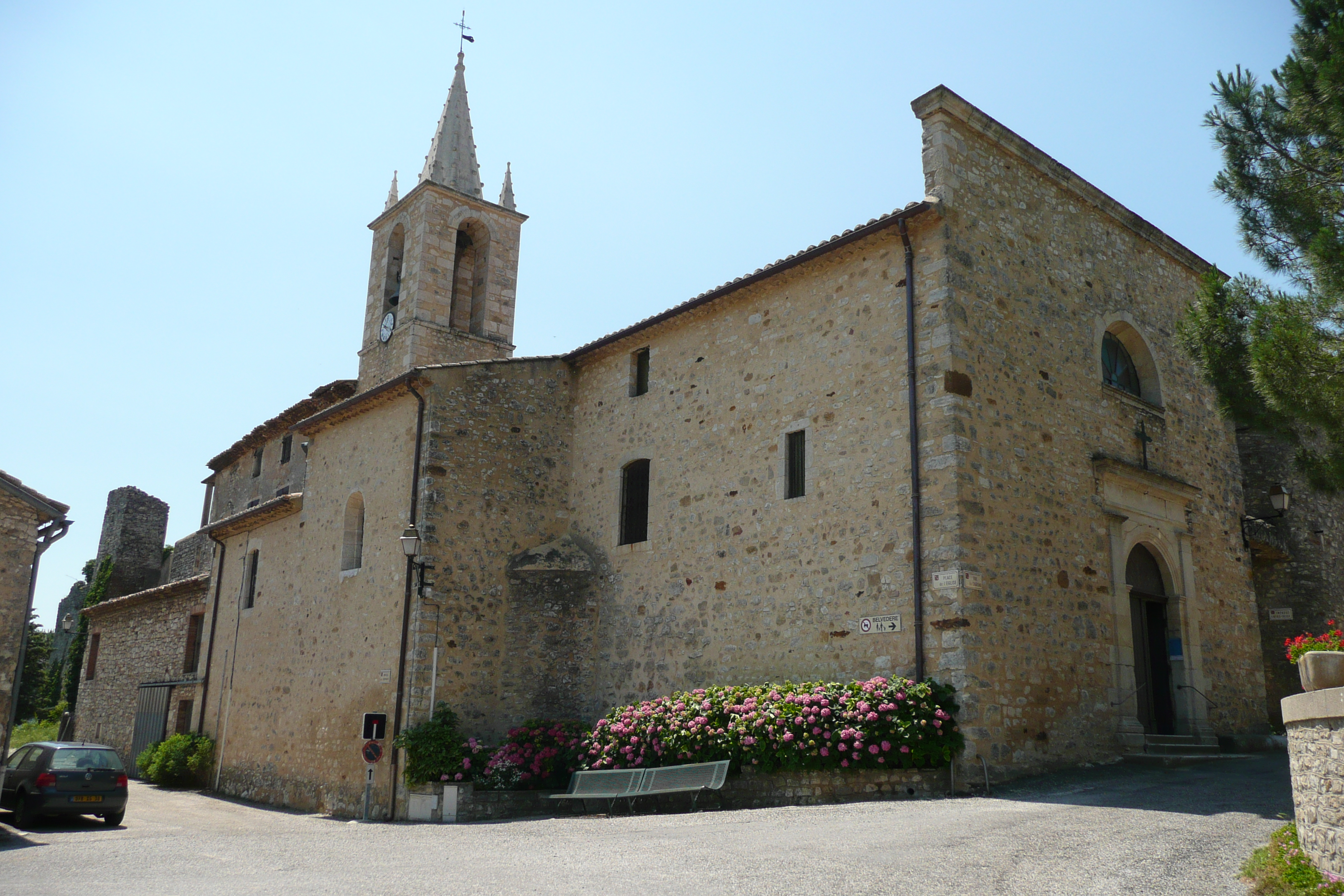
Kirche Saint-Pierre
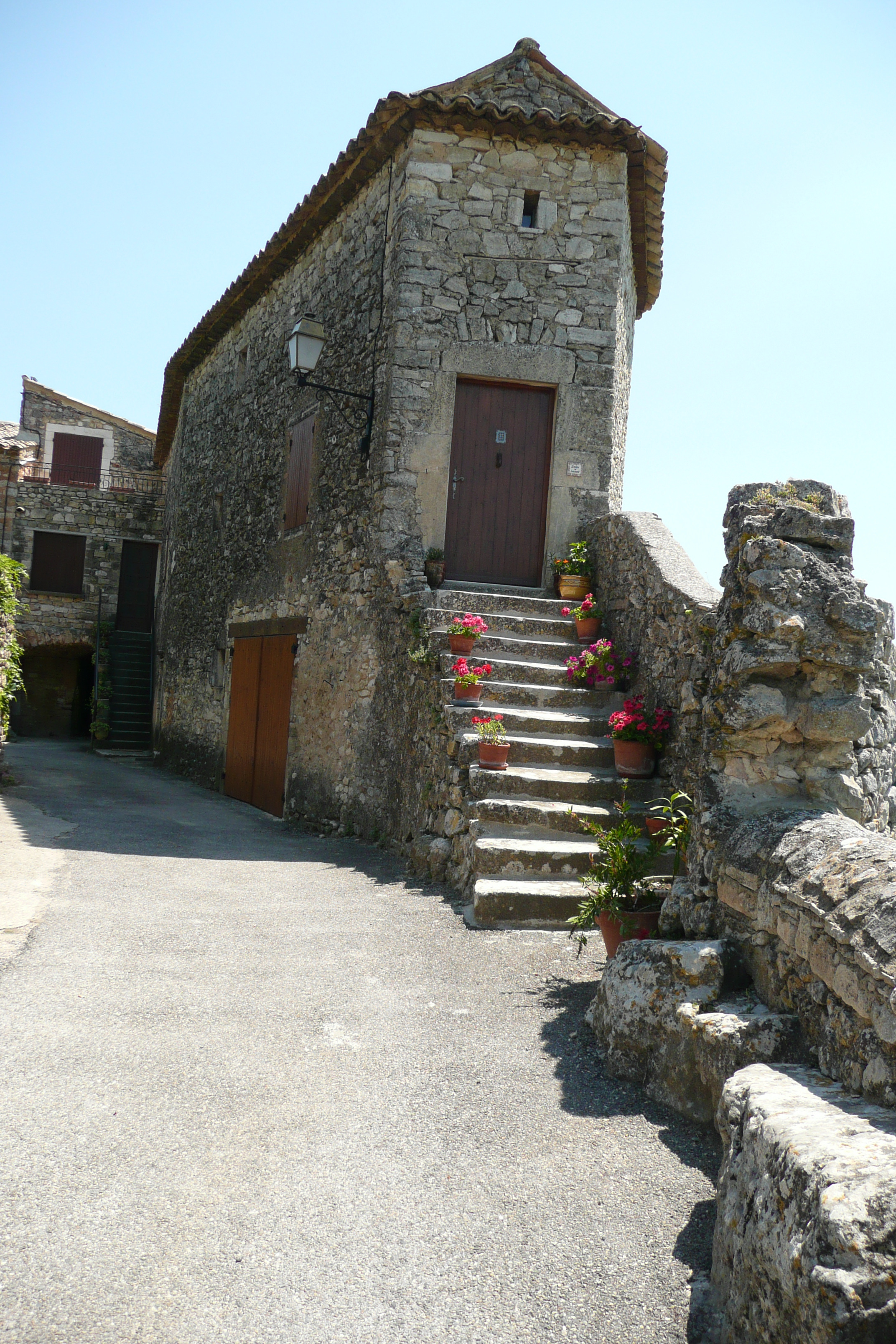
Altes Haus an der Burgmauer